# Morgan, the Pirate
Morgan, the Pirate is een Italiaans-Franse piratenfilm uit 1961 van André de Toth en Primo Zeglio. De film ging op 6 juli 1961 in première in de Verenigde Staten, met in de hoofdrollen Steve Reeves en Valerie Lagrange. Omdat de film grotendeels gefinancierd is door Italiaanse maatschappijen, kreeg hij als oorspronkelijke titel mee Morgan, il Pirata. Het verhaal is deels gebaseerd op het leven van Henry Morgan.

## Verhaal
Begin 17e eeuw wordt Henry Morgan (Reeves) als slaaf op een marktplaats in Panama verkocht. De dochter van de plaatselijke gouverneur (Valerie LaGrange) is onder de indruk van hem als er een opstootje plaatsvindt, waarna ze hem koopt en hem als persoonlijke lijfwacht laat fungeren. Echter na een misverstand met de gouverneur zelf wordt Morgan opnieuw opgesloten en naar een Spaans galjoen gezonden om nooit meer terug te keren. Door middel van muiterij wordt het Spaanse galjoen veroverd door de gevangenen, met Morgan als hun leider. Na een aantal succesvolle kapingen, krijgt Morgan te horen dat de dochter van de gouverneur van Panama ontvoerd is door een andere piraat. Morgan is vastbesloten om haar terug te halen en in een man-tegen-mangevecht wint hij haar vrijheid terug. Morgan en zijn piraten vervolgen hun acties maar de gouverneursdochter wil liever terug naar Panama. Morgan besluit dit ook te doen, maar vindt de keuze moeilijk haar weer los te laten. Dona Inez (de gouverneursdochter) komt er dan achter dat ze eigenlijk diep verliefd is op Morgan en wil niets liever dan dat hij terugkeert. Dan krijgt ze onder valse voorwendselen te horen dat Morgan verdronken is...

## Rolverdeling
| Acteur                              | Personage                     |
| ----------------------------------- | ----------------------------- |
| Steve Reeves                        | Henry Morgan                  |
| Valérie Lagrange                    | Doña Inez                     |
| Ivo Garrani                         | Gouverneur Don José Guzman    |
| Lidia Alfonsi                       | Doña María (as Lydia Alfonsi) |
| Giulio Bosetti- Sir Thomas Modyford |                               |
| Angelo Zanolli                      | David                         |
| George Ardisson                     | Walter (as Giorgio Ardisson)  |
| Chelo Alonso                        | Concepción                    |
| Dino Malacrida                      | Hertog                        |
| Armand Mestral                      | François l'Olonnais           |
| Anita Todesco                       | Vrouw in herberg              |